# Dag efter dag
Dag efter dag är en sång, med melodi skriven av Lasse Holm och text av Monica Forsberg. Country- och popgruppen Chips deltog i den svenska Melodifestivalen 1982 med "Dag efter dag", där bidraget segrade, och sången sjöngs av Kikki Danielsson och Elisabeth Andreasson.
I Eurovision Song Contest 1982 i Storbritannien slutade bidraget på åttonde plats. Anders Berglund dirigerade. Med sig på scenen hade man även fyra saxofonister. Som mest fick man åtta poäng från Danmark, Norge och Österrike. Totalt blev det 67 poäng för Sveriges del.
Den 18 april 1982 gick låten direkt in på Svensktoppens förstaplats, där den sedan låg i nio veckor. Låten var den 13 juni 1982 sista melodi att toppa Svensktoppen innan programmet lades ned första gången.
Låten blev sista spåret på Chips album Having a Party 1982. Chips spelade även in sången i engelskspråkig version, under namnet "Day after Day".
Inspirationerna har senare ofta kopplats till Abba, men Lasse Holm har bestridit att så är fallet, frånsett de spår från Abba han menar finns i all svensk schlager. Istället menar han att han i stället tänkt sig mer ackordrundorna från 1950-talet, med Ricky Nelsons låt "Poor Little Fool".
Chips' singel är en av titlarna i boken Tusen svenska klassiker (2009).

## Singeln
1982 lanserades "Dag efter dag" även på singel. "Dag efter dag" nådde som bäst fjärdeplatsen på den svenska singellistan och femteplatsen på den norska singellistan.

## Listplaceringar
| Lista (1982)       | Topplaceringar |
| ------------------ | -------------- |
| Belgien (Flandern) | 35             |
| Norge              | 5              |
| Sverige            | 4              |

## Medverkande musiker
Följande musiker medverkade på inspelningen:

### Dag efter dag
- Bas - Rutger Gunnarsson
- Trummor - "Hulken"
- Piano - Lasse Holm
- Saxofon - Hans Arktoft, Hector Bingert, Ulf Andersson
- Stråkar - Rutger Gunnarsson

## Coverversioner
- Dansbandet Ingmar Nordströms spelade in en cover på melodin på albumet Saxparty 15 1987.
- I Dansbandskampen 2008 framfördes låten av Larz-Kristerz, utan saxofonarrangemang. I Dansbandskampen 2009 framfördes den av Blender.

## Övrigt
- 2008 spelades "Dag efter dag" i en norsk reklamfilm for Stabburet leverpastej i TV.

### Fotnoter
1. ↑  Svensktoppen - 1982
2. ↑  Diggiloo 2007 (programblad), 2007
3. ↑  Gradvall et al 2009, nr. 602
4. ↑  ”Dag efter dag”. Ultratop. 25 februari 1982. http://www.ultratop.be/nl/song/804f/Chips-Dag-efter-dag. Läst 10 september 2007.
5. ↑  ”Dag efter dag”. Norwegiancharts. 25 februari 1982. Arkiverad från originalet den 10 oktober 2007. https://web.archive.org/web/20071010053707/http://norwegiancharts.com/showitem.asp?interpret=Chips&titel=Dag%20Efter%20Dag&cat=s. Läst 10 september 2007.
6. ↑  ”Dag efter dag”. Swedishcharts. 25 februari 1982. http://swedishcharts.com/showitem.asp?interpret=Chips&titel=Dag+efter+dag&cat=s. Läst 10 september 2007.
7. ↑  Discogs - Chips: Dag efter dag

### Webbkällor
- Information i Svensk mediedatabas.